# بكر أباد (إسفراين)
بكر أباد (بالفارسية: بکرآباد) هي قرية تقع في قسم بام الريفي (مقاطعة إسفراين) في إيران. يقدر عدد سكانها بـ 169 نسمة بحسب إحصاء 2016.